# Амирали Тагирджальский
Эмирали Тагирджальский (лезг. ТIхьиржал Эмир Али; азерб. Əmirəli Tahircallı; 1790, Тхиржальское общество, Кубинское ханство — 1846, Хадж) — амир Тхиржальского общества, мюрид Шейха Мухаммада и поэт XIX века.

## Биография
Эмирали родился в 1790 году в лезгинском селении Тхиржал. В юности переселился оттуда в Кюринский округ и усвоил науки в селении Юхари-Яраг у учителя Мухаммада Ярагского, в его медресе, а потом вместе с ним бежал в Аварию и, служа ему получил свою долю пользы по части явных и тайных наук, а также женился на дочери брата Магомед Эфенди по имени Меймунат и имел от неё сына. В 1835 году поэт вместе с другом Абдуллахом приезжает в селение Амсар Кубинского уезда к Аббаскули-ага Бакиханову. Последний по совету друзей организует литературный кружок «Гюлистан», и Эмирали участвует в работе этого кружка. Позже Эмирали вернулся оттуда в Кюринский округ, поселил свою семью в селении Юхари-Яраг, а сам на правился в паломничество в Мекку и в этом путешествии умер в 1846 году.

## Творчество
Поэтическое наследие Эмирали Тагирджальского делится на два период: произведения, написанное до ссылки и в ссылке. До ссылки поэт, в основном, пишет любовные стихотворения. К его любовной лирике относятся такие произведения, как «Sevdiyim» («Любимая»), «Aman Günüdür» («Несчастный день»), «Deyilmi» («Не так ли»). Внутренний мир лирического героя Эмирали наполнен противоположными чувствами: грусть, раскрывающая состояние самого лирического героя, и радость, появляющаяся при описании возлюбленной. Контраст этих чувств и определяет главный мотив лирики поэта — безответная любовь. Эволюция поэтического мира Эмирали сопровождается изменением чувств. На смену оптимистических, любовных чувств постепенно приходят пессимистические настроения, связанные с реальной жизнью. Так, например, в гошме «Oldu» («Был») лирический герой ликует от счастья. Причина — встреча с возлюбленной и ее согласие: 

Я сказал ей: «Вот пришел к тебе», 

Мне сказала она: «Чего тебе нужно?»

Я ответил, что хочу, чтоб привычным стал для нас

Ежедневный поцелуй в её сладкую шею.
Оригинальный текст (азерб.)

Dedim: mən gəlmişəm bir iltimasa,

Dedi: muradını istə nə isə,

O şəkər ləbindən bir dadlı büsə,

Hər gün aramızda bir adət oldu.

Однако в других произведениях, как «Deyilmi» («Не так ли») настроение у героя подавленное и он обвиняет девушку в том, что она его мучает, а в «Sevdiyim» («Любимая») любовь уже превращена в сон, воспоминание и на передний план выходит разлука с родиной. 
В творчестве Эмирали встречаются стихи-размышления о мире. В философской лирике поэта выражены грусть, тоска, недовольство жизнью. Он размышляет о мироустройстве, о смысле жизни. Перед ним все время стоит один и тот же вопрос: почему в этом мире нет правды и справедливости. Поэт долго ищет ответа на этот вопрос. И вот он приходит к выводу: над жизнью человека тяготеет что-то непонятное, непредсказуемое. Оно диктует человеку свою волю. Одной из главных проблем философской лирики поэта является проблема бренности мира, быстротечности человеческой жизни. Какое бы беспредельное пространство не расстилалось перед человеком, во времени он ограничен. Поэтому во имя утверждения своего торжественного «я», человек не должен переходить нравственные грани и должен найти равновесие с окружающей действительностью. Проблемы, порождающие зло, составляют фон, основу философских размышлений поэта. На этом фоне он размышляет о мироустройстве и месте человека в нем. Поэт знает, что мир движется по своим законам, и человек не в силах изменить эти законы. В одном стихотворении «Ey könül» («О душа») обращаясь к своей душе, он пишет:

Каждый больной не вылечится,

К каждому горю нет лекарства,

Никому не достался и не достанется этот мир,

Не думай о горестях мира, моя душа.
Оригинальный текст (азерб.)

Hər xəstə davasın bulacaq deyil,

Hər yara məlhəm olacaq deyil,

Heç kəs qalmayıb, gələcək deyil,

Dünya qayğısına düşmə, ey könül.

Эмирали пишет много стихотворений, в которых выражает свою тоску по родине. Родина является одним из тех святых понятий, что определяют его поэтическую сущность. И поэтому разлуку с ней он ощущает всем своим существом. Понятие родины, как нечто целого, в поэтическом сознании распадается на составляющие части — народ и природу. Воспевая их в отдельности, поэт создает целостный образ родины.